# کلمه در دقیقه

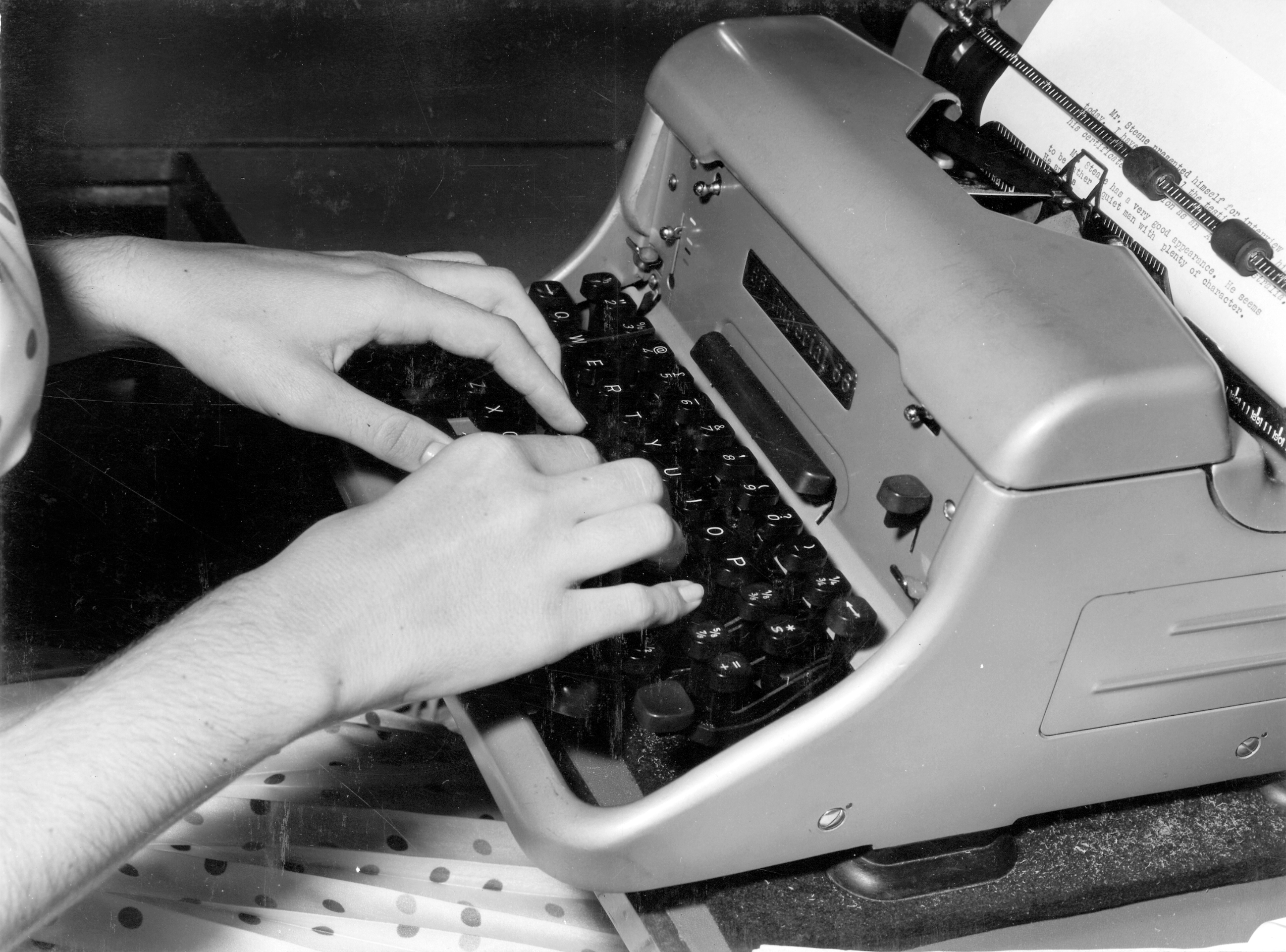
Words per minute, commonly abbreviated wpm, is a measure of words processed in a minute, often used as a measurement of the speed of typing, reading or Morse code sending and receiving.

کلمه در دقیقه، که معمولاً به صورت مختصر (WPM ( word per minutes، نام برده می شود، معیار اندازه گیری کلمات پردازش شده در یک دقیقه و اغلب برای اندازه گیری سرعت تایپ کردن، استفاده خواندن و یا کد مورس ارسال و دریافت به کار می رود.

شاخصه یک تایپیست سرعت و دقت او است، اینکه افراد بتوانند حرفه ای بودنشان را در تایپ بسنجند نیز بر همین اساس است.

### واحدهای سرعت تایپ WPM و CPM
Word Per Minute  یا wpm واحد سرعت تایپ تعداد کلمه بر دقیقه است، در این واحد هر کلمه به صورت میانگین دارای ۵ کاراکتر در نظر گرفته شده.
Character per minute هم به‌معنی کاراکتر بر دقیقه است.

## کاربرد در تایپ
سرعت تایپ (و خواندن، نوشتن، صحبت کردن و غیره) با کلمات در دقیقه اندازه‌گیری می‌شود که در انگلیسی به اختصار WPM می‌باشد. در زبان انگلیسی هر کلمه به طور متوسط 5 حرف دارد. اما در نظر داشته باشید که این قانون ممکن است در زبان فارسی کمی متفاوت باشد. به عنوان مثال، اگر هنگام تایپ از فاصله استفاده نکنید، همه کلمات دو قسمتی دو کلمه جداگانه در نظر گرفته می‌شوند. میانگین سرعت تایپ معمولاً 40 کلمه در دقیقه در نظر گرفته می‌شود. تایپیست‌های ماهر تا 75 کلمه در دقیقه و تایپیست های حرفه ای بیش از 90 کلمه در دقیقه تایپ می کنند.

## کاربرد در تندخوانی
تندخوانی با حفظ کردن تداخل دارد. واقعیت کاملاً مخالف این ایده است. تکنیک‌های تندخوانی باعث می‌شود متن را بهتر به خاطر بسپارید و درک کنید. روش خواندن باید کلمه به کلمه باشد. ریشه این افسانه به مدارس ابتدایی برمی‌گردد که معلمان به دانش آموزان توصیه می‌کردند کلمه به کلمه بخوانند. این عادت به بزرگسالی منتقل شده است و به سختی می‌توان آن را ترک کرد.
البته تندخوانی چیزی نیست ک بخواهیم آن را ترک کنیم.

## سرعت دست‌نویسی
برای یک جمعیت بزرگسال (محدوده سنی ۱۸ تا ۶۰ سال) میانگین سرعت کپی‌برداری از نوشته، ۴۰ حرف در دقیقه (تقریباً ۸ wpm) و دامنه آن از حداقل ۲۶ تا حداکثر ۱۱۳ حرف در دقیقه (تقریباً ۵ تا ۲۰ wpm) است. بر اساس مطالعات مختلف، سرعت دست خط دانش آموزان ۳ تا ۷ سال از ۲۵ تا ۹۴ حرف در دقیقه متغیر است.
سوابق مصاحبه پلیس نشان داد است که بالاترین سرعت در محدوده ۱۲۰-۱۵۵ کاراکتر در دقیقه، بالاترین حد ممکن ۱۹۰ کاراکتر در دقیقه بود.
با استفاده از روش‌های خلاصه‌نویسی این میزان به شدت افزایش می‌یابد. سرعت دست‌نویسی تا 350 کلمه در دقیقه در مسابقات تندنویسی به دست آمده است.